# Cristoforo Scanello
Cristoforo Scanello, riportato anche nelle varianti Christoforo e Scannello, soprannominato il Cieco da Forlì (Forlì, ... – post 1593), è stato uno scrittore, storico e poeta italiano, citato da Traiano Boccalini nei suoi Ragguagli del Parnaso col nome di Cristoforo de Sordi.

## Biografia
Cristoforo Scanello nacque a Forlì in data imprecisata. Il padre Giuseppe risulta già residente a Forlì, ma di origine non certa. La famiglia, invece, rimase presente in città fino al 1901, quando morì l'ultimo discendente, Vincenzo Scanelli.
Cristoforo fu storico, poeta ed anche editore. Girava l'Italia declamando versi nelle piazze, quindi facendo il cantastorie.

## Opere
- Chronica di tutta Lombardia tanto di qua, quanto dila dal Po, nella quale si contiene l'origine & edificatione de tutte le città, & castella... per Cristofano Cieco da Forlì, Philoterse e Clidano Philoponi fratelli, Mantova (?) 1562/1569
- Cronica vniuersale de l'antica regione di Toscana, tanto marittima quanto mediterranea, nella qual si contiene l'origine, & edificatione di tutte le città, castelle, & contrade che in essa si ritrouano, con i nomi antichi e moderni, et con gli huomini famosi, tanto in arme quanto in lettere, che la detta Toscana hanno illustrata. Raccolta per Christofaro cieco da Forli ad instanza di tutti li pelegrini ingegni, Antonio Bellone, Genova 1571
- Cronaca e descrizione della Magna Grecia, overo Giapigia divisa in tre parti, cioè di Terra di Otranto, Terra di Bari et Puglia Piana, Venezia 1575
- Rime spirituali, nelle quali si contiene le pietose lagrime, che fece san Pietro, doppo l'hauer negato il suo Signore. Con due sonetti, uno dell'incarnatione, & l'altro della passione di n. s. G. Christo. Poste in luce da Cristophoro cieco da Forlì, Perugia e Siena 1579
- Nove rime spirituali, nelle quali si contiene un devoto capitolo al crocifisso, & quattro sonetti il primo al sacramento, il secondo del tremendo giudizio universale, il terzo al crocifisso, il quarto alli eletti suoi. Con una elezia della passione di Giesu nostro Signore. Per Christofano Scanello, detto il Cieco da Forli, posta in luce, Gioseppe Cacchi, L'Aquila 1580
- Stanze sopra la morte di Rodomonte. Nelle quali si contiene le proue che fece quell'anima disperata nell'altro mondo, Rosato Tintinnassi, Orvieto 1582
- Rime amorose, nelle quali si contiene un pietoso lamento d'un giovane innamorato. Il quale dovendo contra sua voglia lasciare la sua cara donna, compose queste rime. Con sette sonetti bellissimi. Opera degna, et non men piaceuole che bella. Posta in luce da Christoforo Scanelli, Cieco da Forli, Heredi d'Antonio Gioioso, Camerino 1584
- Cronica dell'illustre, et antiqua prouincia della Marca Triuigiana. Doue si contiene l'origine, & edificatione di tutte le città, castelle, & ville, con li nomi delli antichi e moderni & le Signorie che l'hanno posseduta secondo li tempi. Con gli huomini illustri, tanto in arme, quanto in lettere, che ui sono stati. Opera diletteuole raccolta per Christopharo Cieco da Forlì, Pellegrino Bonardo, Bologna (ante 1585)
- Cronica dell'isola di Sicilia ove destintamente si ha particolar relatione della sua origine, de gli habbitatori, che prima vennero ad habitarui, et de i re, e tiranni che l'hanno dominata. Con la nominatione delle citta, terre, castelli, luoghi, fiumi, fonti, miniere, e bagni che vi sono. Et de gli huomini illustri in diuerse professioni che vi son nati, con altre cose degne di memoria. Raccolte da Cristofaro Scanello, detto il Cieco da Forli, eredi di Mattio Cancer, Napoli 1587